# Spheropistha orbita
Spheropistha orbita là một loài nhện trong họ Theridiidae.
Loài này thuộc chi Spheropistha. Spheropistha orbita được Chuandian Zhu miêu tả năm 1998.